# Four Nations Chess League 2005/06
Die Saison 2005/06 war die 13. Spielzeit der Four Nations Chess League (4NCL). 
Der Titelverteidiger Wood Green sowie Guildford A&DC gaben in den ersten zehn Runden jeweils nur ein Unentschieden ab, so dass die Entscheidung erst im direkten Vergleich in der letzten Runde fiel. Das 4:4 genügte Wood Green, um den Titel mit einem Brettpunkt Vorsprung erfolgreich zu verteidigen. 
Aus der Division 2 waren die Slough Sharks, die Hilsmark Kingfisher und die zweite Mannschaft des Barbican Chess Club aufgestiegen. Während Slough und Hilsmark den Klassenerhalt erreichten, musste Barbicans zweite Mannschaft direkt wieder absteigen. Rein sportlich wären außerdem The ADs und 3Cs Oldham (im Vorjahr noch als Numerica 3 CS am Start) abgestiegen, da jedoch einerseits Wood Green seine zweite Mannschaft zurückzog und andererseits in der Division 2 die nicht aufstiegsberechtigte dritte Mannschaft von Wood Green den zweiten Platz belegt hatte, blieben The ADs und Oldham in der Division 1. 
Zu den gemeldeten Mannschaftskadern siehe Mannschaftskader der Four Nations Chess League 2005/06.

## Termine und Spielorte
Die Wettkämpfe fanden statt am 22. und 23. Oktober, 19. und 20. November 2005, 14. und 15. Januar, 4. und 5. März, 29. und 30. April sowie 1. Mai 2006. Alle Runden wurden zentral in Birmingham ausgerichtet.

## Abschlusstabelle
| Pl. | Verein                                 | Sp | G | U | V | MP   | Brett-P.  |
| --- | -------------------------------------- | -- | - | - | - | ---- | --------- |
| 01. | Wood Green I. Mannschaft (M)           | 11 | 9 | 2 | 0 | 20:2 | 64,5:23,5 |
| 02. | Guildford A&DC I. Mannschaft           | 11 | 9 | 2 | 0 | 20:2 | 63,5:24,5 |
| 03. | Slough Sharks (N)                      | 11 | 6 | 2 | 3 | 14:8 | 51,0:37,0 |
| 04. | Wood Green II. Mannschaft              | 11 | 7 | 0 | 4 | 14:8 | 48,5:39,5 |
| 05. | Hilsmark Kingfisher (N)                | 11 | 6 | 2 | 3 | 14:8 | 48,0:40,0 |
| 06. | Guildford A&DC II. Mannschaft          | 11 | 7 | 0 | 4 | 14:8 | 47,5:40,5 |
| 07. | Barbican Chess Club I. Mannschaft      | 11 | 6 | 1 | 4 | 13:9 | 45,0:43,0 |
| 08. | North West Eagles                      | 11 | 3 | 0 | 8 | 6:16 | 31,0:57,0 |
| 09. | Betsson.com                            | 11 | 2 | 1 | 8 | 5:17 | 32,5:55,5 |
| 10. | The ADs                                | 11 | 2 | 1 | 8 | 5:17 | 32,5:55,5 |
| 11. | 3Cs Oldham                             | 11 | 1 | 2 | 8 | 4:18 | 35,0:53,0 |
| 12. | Barbican Chess Club II. Mannschaft (N) | 11 | 1 | 1 | 9 | 3:19 | 29,0:59,0 |

Anmerkung: Betsson.com ist aufgrund des Sieges im direkten Vergleich vor The ADs platziert.

## Entscheidungen
|     | Britischer Meister: Wood Green I. Mannschaft                                                                      |
|     | Absteiger in die Division 2: Wood Green II. Mannschaft (freiwilliger Rückzug), Barbican Chess Club II. Mannschaft |
| (M) | Meister der letzten Saison                                                                                        |
| (N) | Aufsteiger der letzten Saison                                                                                     |

## Kreuztabelle
| Ergebnisse | Ergebnisse                         | 01. | 02. | 03. | 04. | 05. | 06. | 07. | 08. | 09. | 10. | 11. | 12. |
| ---------- | ---------------------------------- | --- | --- | --- | --- | --- | --- | --- | --- | --- | --- | --- | --- |
| 01.        | Wood Green I. Mannschaft           |     | 4   | 4   | 6   | 6   | 6   | 6   | 7   | 7   | 5½  | 5½  | 7½  |
| 02.        | Guildford A&DC I. Mannschaft       | 4   |     | 4½  | 5½  | 4   | 5   | 6   | 7½  | 6½  | 7½  | 5½  | 7½  |
| 03.        | Slough Sharks                      | 4   | 3½  |     | 1½  | 4½  | 6½  | 4   | 3½  | 6   | 6½  | 6   | 5   |
| 04.        | Wood Green II. Mannschaft          | 2   | 2½  | 6½  |     | 5   | 3½  | 2½  | 5   | 6   | 5½  | 4½  | 5½  |
| 05.        | Hilsmark Kingfisher                | 2   | 4   | 3½  | 3   |     | 4½  | 4½  | 7   | 5   | 5½  | 4   | 5   |
| 06.        | Guildford A&DC II. Mannschaft      | 2   | 3   | 1½  | 4½  | 3½  |     | 5½  | 5½  | 5   | 5½  | 6   | 5½  |
| 07.        | Barbican Chess Club I. Mannschaft  | 2   | 2   | 4   | 5½  | 3½  | 2½  |     | 5   | 5½  | 4½  | 5   | 5½  |
| 08.        | North West Eagles                  | 1   | ½   | 4½  | 3   | 1   | 2½  | 3   |     | 5½  | 2½  | 3   | 4½  |
| 09.        | Betsson.com                        | 1   | 1½  | 2   | 2   | 3   | 3   | 2½  | 2½  |     | 5   | 4   | 6   |
| 10.        | The ADs                            | 2½  | ½   | 1½  | 2½  | 2½  | 2½  | 3½  | 5½  | 3   |     | 4½  | 4   |
| 11.        | 3Cs Oldham                         | 2½  | 2½  | 2   | 3½  | 4   | 2   | 3   | 5   | 4   | 3½  |     | 3   |
| 12.        | Barbican Chess Club II. Mannschaft | ½   | ½   | 3   | 2½  | 3   | 2½  | 2½  | 3½  | 2   | 4   | 5   |     |

## Die Meistermannschaft
| 1.            | Wood Green |
| Schachfiguren | Alexei Schirow, Viktor Bologan, Sergey Tiviakov, Jonathan Speelman, Daniel Gormally, Alexander Baburin, John Emms, Viktorija Čmilytė, Chris Ward, Matthew Turner, Andrew David Martin, Elena Sedina, Bogdan Lalić, Ketewan Arachamia-Grant, Luke McShane, Jelena Dembo, Pia Cramling, Richard Pert, Bernd Rechel, Michael Adams, Judit Polgár, Alexei Drejew, Ivan Sokolov, Ilia Smirin, Peter Heine Nielsen. |